# Ramón Carrillo
Ramón Carrillo (Santiago del Estero, Argentina, 7 de março de 1906 - Belém, Pará, Brasil, 20 de dezembro de 1956) foi um neurocirurgião, neurologista e médico sanitarista argentino.